# Микуличі (заказник)
Мику́личі — лісовий заказник місцевого значення в Україні. Розташований у межах Володимирського району Волинської області, на захід від села Микуличі. 
Площа 23,1 га. Статус надано згідно з рішенням Волинської облдержадміністрації від 12.02.1997 року № 94. Перебуває у віданні ДП «Володимир-Волинське ЛМГ» (Микуличівське лісництво, кв. 34, вид. 14, 32). 
Створений з метою збереження цінних високобонітетних насаджень сосни звичайної у стиглому віці. У трав'яному покриві трапляються любка дволиста — рідкісна рослина, занесена до Червоної книги України, а також деякі види лікарських та квіткових рослин.

## Галерея

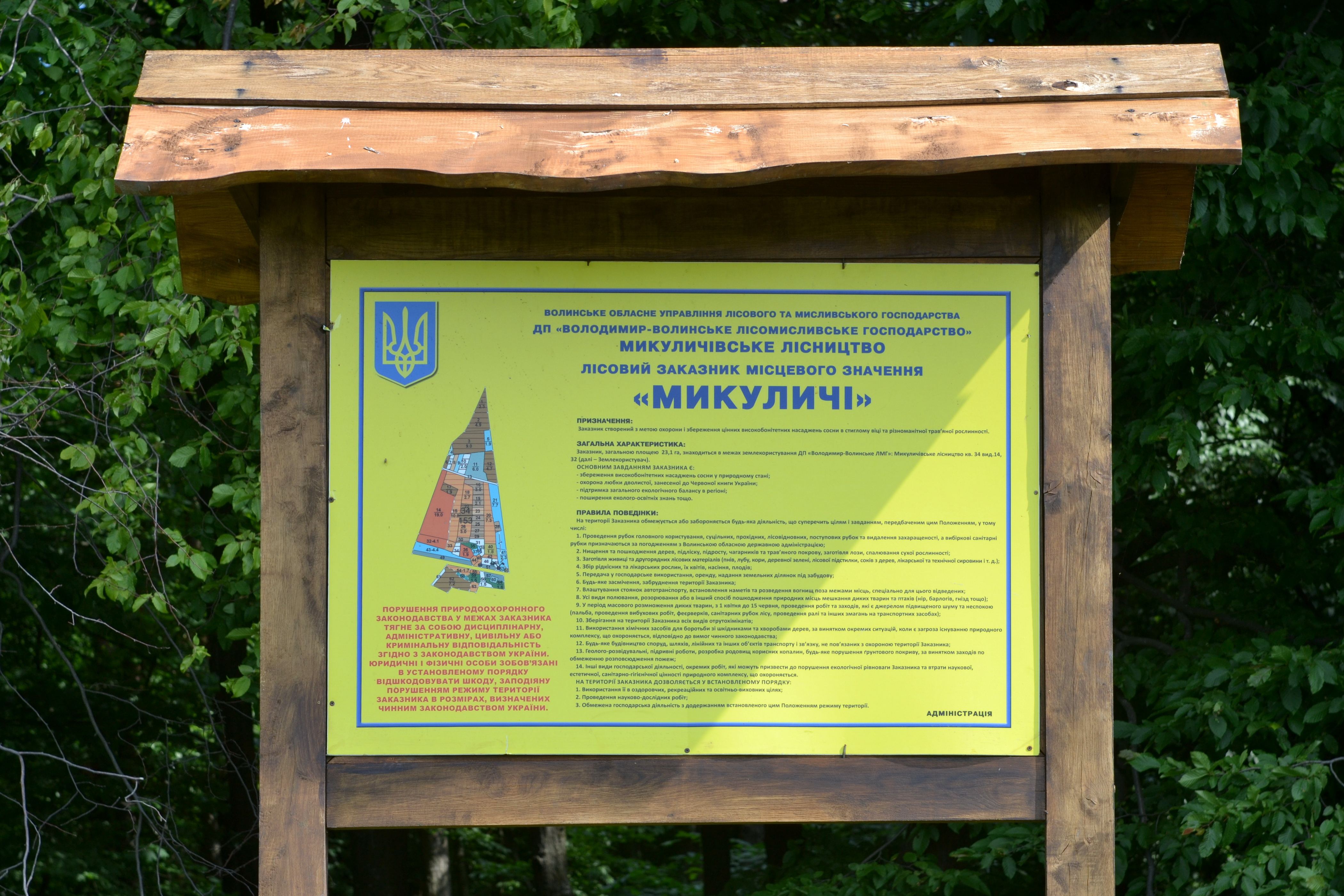
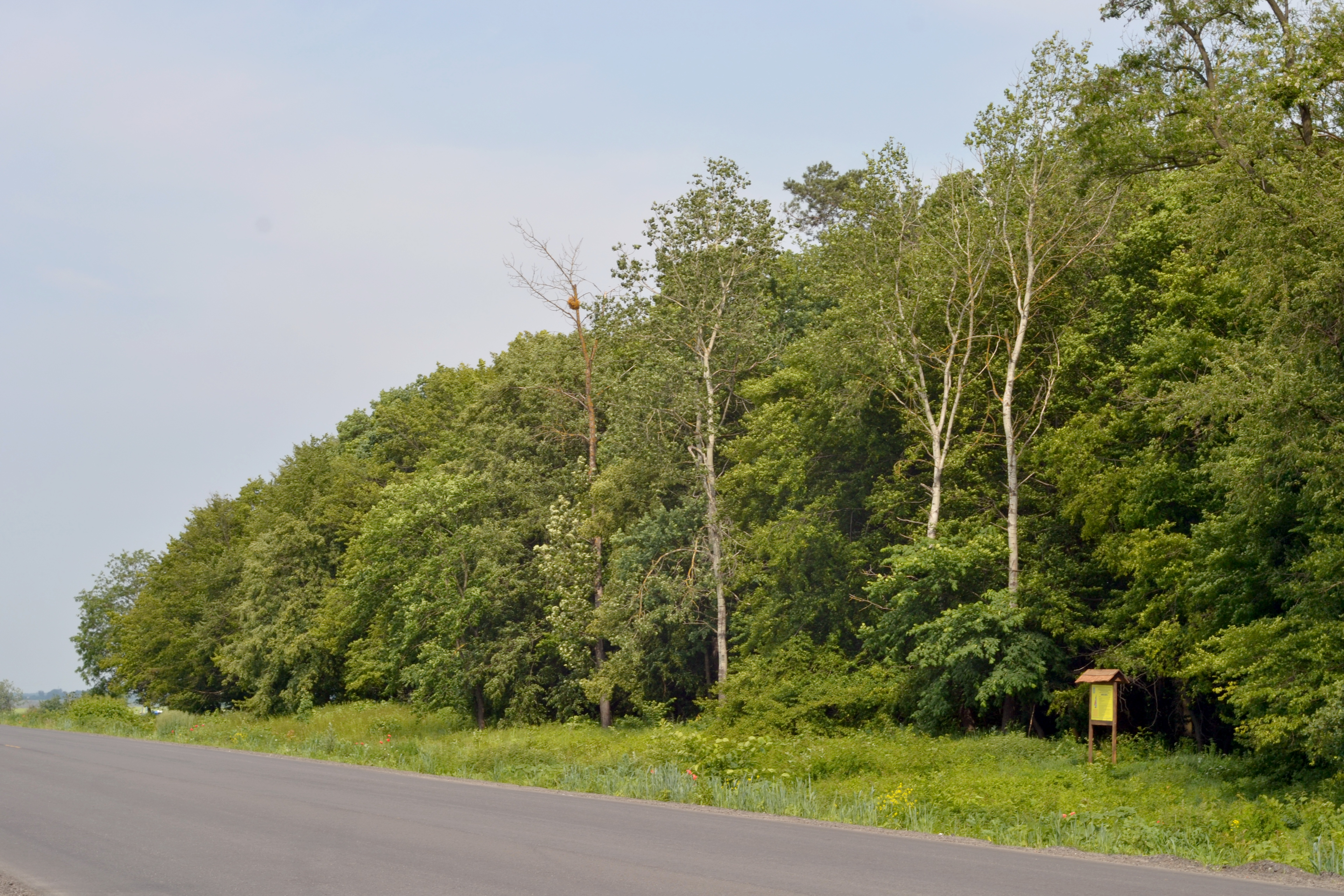
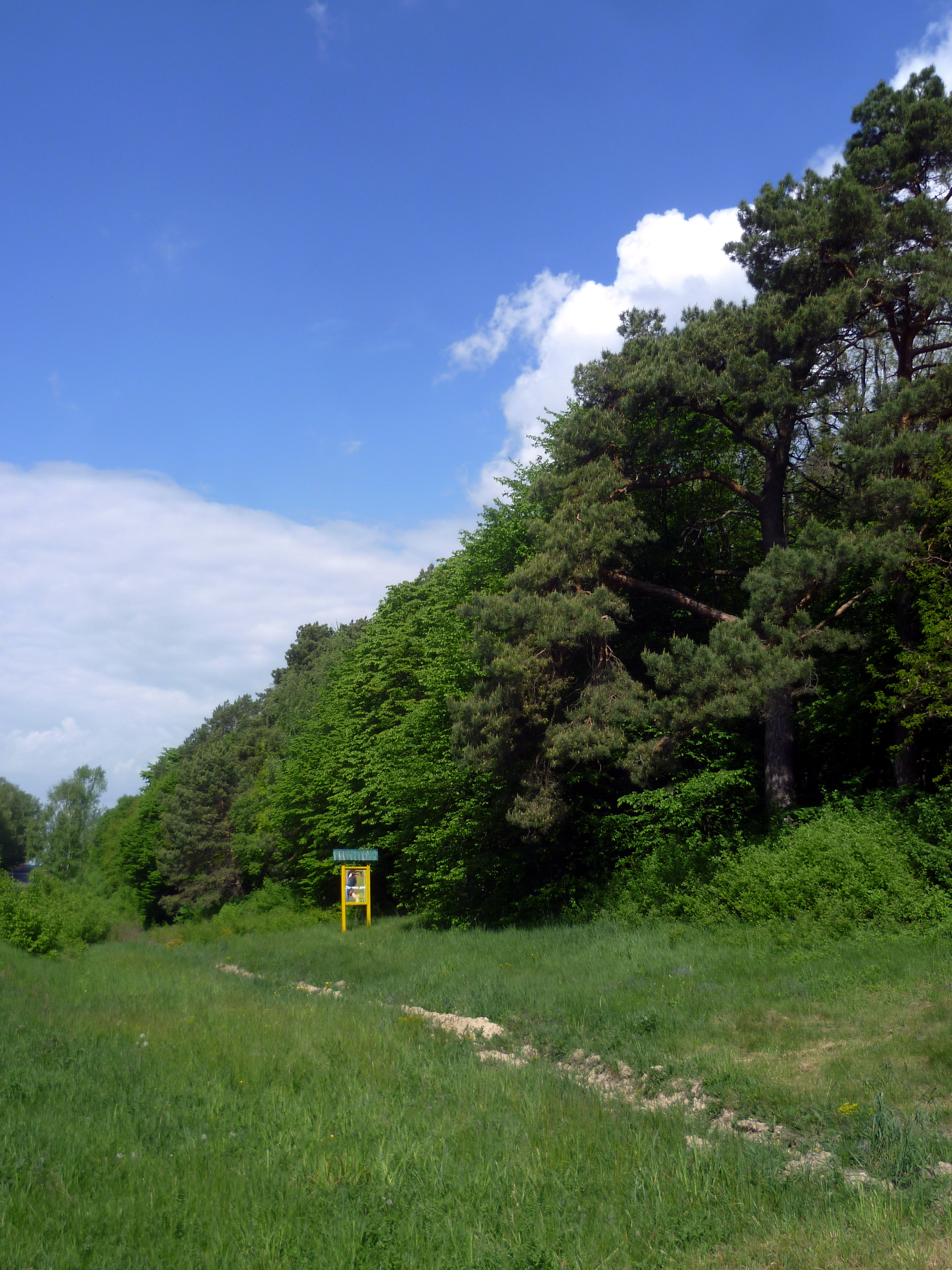
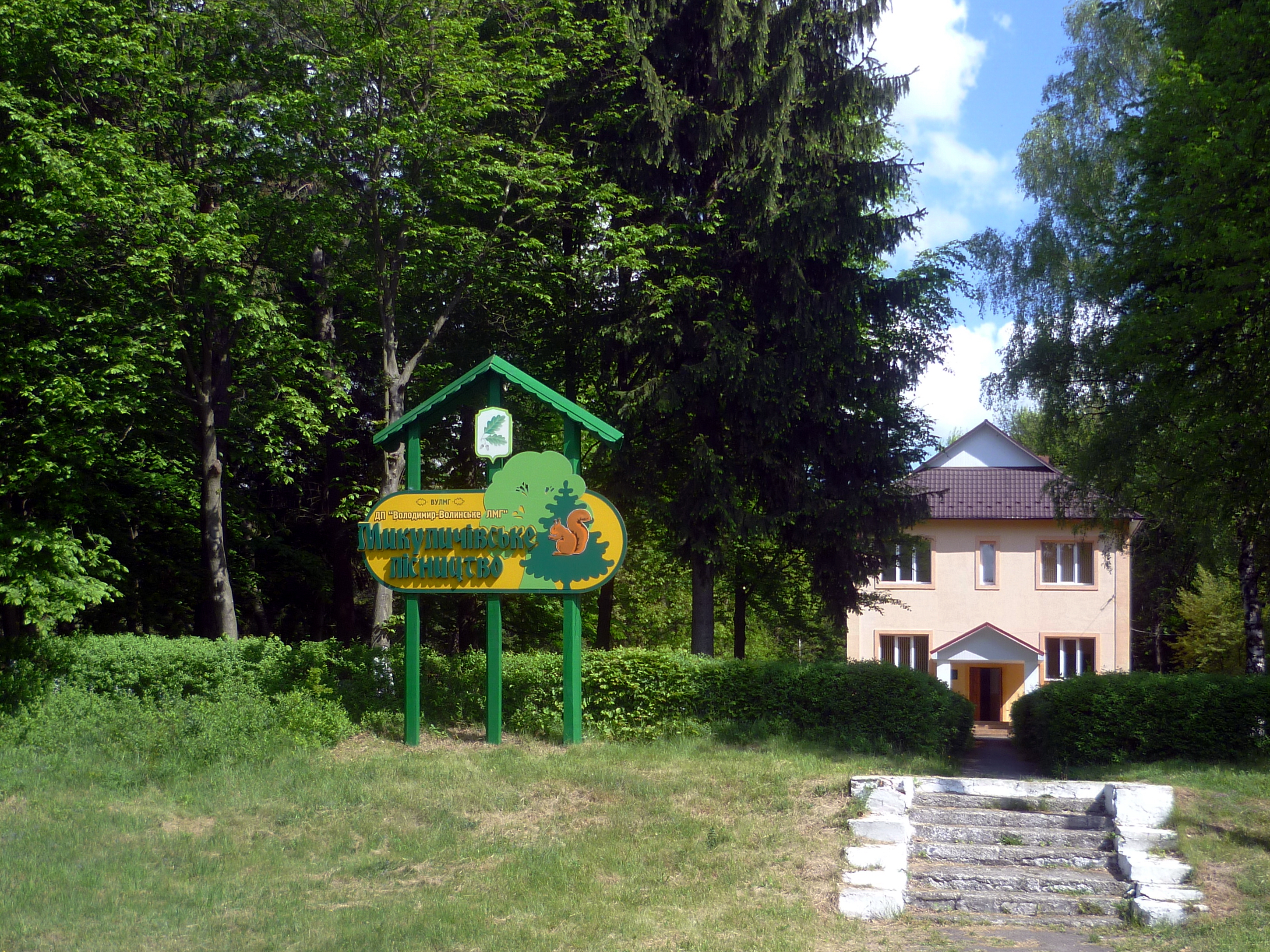